# Nabil El Zhar
Nabil El Zhar (ur. 27 sierpnia 1986 roku w Alès) – marokański piłkarz urodzony we Francji występujący w CD Leganés i reprezentacji Maroka. Może występować jako pomocnik lub na pozycji cofniętego napastnika.

## Kariera klubowa
Swoją karierę piłkarską rozpoczynał w juniorskim zespole OAC Alès. Następnie przeszedł do Nîmes Olympique, skąd trafił do AS Saint-Étienne. W październiku 2006 roku podpisał kontrakt z Liverpoolem. W drużynie rezerw tego klubu zadebiutował 3 października w meczu z Newcastle United. Pierwszego gola zdobył natomiast 10 października w spotkaniu z Evertonem.
W pierwszym zespole zadebiutował 26 listopada 2006 roku, wchodząc z ławki rezerwowych w spotkaniu z Portsmouth. W sezonie 2006/2007 wystąpił jeszcze w dwóch spotkaniach.
Pierwszy raz od pierwszej minuty wystąpił w 31 października 2007 roku w meczu Pucharu Ligi z Cardiff City, w spotkaniu tym zdobył także bramkę. Na początku sezonu 2008/2009 El Zhar otrzymał koszulkę z numerem 31, wcześniej nosił numer 42.
Od wygranego 1:0 spotkania z Sunderlandem stał się podstawowym zawodnikiem Liverpoolu. 18 grudnia 2008 roku w meczu z Wigan Athletic zaliczył swoją pierwszą asystę. Przy stanie 2:1 dla przeciwnika El Zhar zmienił Andrea Dossenę i asystował przy wyrównującej bramce Alberta Riery. Mecz zakończył się zwycięstwem Liverpoolu 3:2. 27 lutego 2009 El Zhar po raz pierwszy wystąpił od pierwszej minuty w ligowym spotkaniu, kiedy to zagrał w meczu z Middlesbrough.
11 lipca 2009 roku przedłużył swój kontrakt z Liverpoolem do roku 2012. Dwa tygodnie później doznał kontuzji więzadeł kolanowych i nie zagra przez co najmniej trzy tygodnie.
31 sierpnia 2010 roku El Zhar został wypożyczony do greckiego PAOK-u Saloniki. 21 sierpnia 2011 roku przeszedł do Levante UD.

### Statystyki klubowe
| Sezon   | Klub          | Kraj      | Liga               | Mecze | Bramki | Puchar Kraju                          | Mecze | Bramki | Rozgrywki Europy   | Mecze | Bramki |
| ------- | ------------- | --------- | ------------------ | ----- | ------ | ------------------------------------- | ----- | ------ | ------------------ | ----- | ------ |
| 2006/07 | Liverpool     | Anglia    | Premier League     | 3     | 0      | -                                     | -     | -      | -                  | -     | -      |
| 2007/08 | Liverpool     | Anglia    | Premier League     | 0     | 0      | Puchar Ligi Angielskiej Puchar Anglii | 2 1   | 1 0    | -                  | -     | -      |
| 2008/09 | Liverpool     | Anglia    | Premier League     | 15    | 0      | Puchar Ligi Angielskiej               | 2     | 0      | Liga Mistrzów UEFA | 2     | 0      |
| 2009/10 | Liverpool     | Anglia    | Premier League     | 3     | 0      | -                                     | -     | -      | Liga Europy        | 4     | 0      |
| 2010/11 | PAOK FC       | Grecja    | Superleague Ellada | 24    | 2      | Puchar Grecji                         | 4     | 0      | Liga Europy        | 7     | 0      |
| 2011/12 | Levante UD    | Hiszpania | Primera División   | 22    | 0      | Puchar Króla                          | 5     | 1      | -                  | -     | -      |
| 2012/13 | Levante UD    | Hiszpania | Primera División   | 31    | 2      | Puchar Króla                          | 2     | 0      | Liga Europy        | 5     | 1      |
| 2013/14 | Levante UD    | Hiszpania | Primera División   | 24    | 4      | Puchar Króla                          | 4     | 1      | -                  | -     | -      |
| 2014/15 | Levante UD    | Hiszpania | Primera División   | 17    | 1      | Puchar Króla                          | 4     | 0      | -                  | -     | -      |
| 2015/16 | UD Las Palmas | Hiszpania | Primera División   | 30    | 2      | Puchar Króla                          | 2     | 0      | -                  | -     | -      |
| 2016/17 | UD Las Palmas | Hiszpania | Primera División   | 12    | 3      | Puchar Króla                          | 2     | 0      | -                  | -     | -      |
| 2016/17 | CD Leganés    | Hiszpania | Primera División   | 14    | 1      | -                                     | -     | -      | -                  | -     | -      |
| 2017/18 | CD Leganés    | Hiszpania | Primera División   | 30    | 2      | Puchar Króla                          | 8     | 1      | -                  | -     | -      |
| 2018/19 | CD Leganés    | Hiszpania | Primera División   | 27    | 4      | Puchar Króla                          | 3     | 0      | -                  | -     | -      |

Stan na: 17 maja 2019 r.

## Kariera reprezentacyjna
El Zhar urodził się we Francji, jednak postanowił występować dla kraju, skąd pochodzą jego rodzice, czyli Maroka. Mimo to występował w juniorskich reprezentacjach Francji. Grał w reprezentacji Maroka do lat 20, z którą zagrał na Mistrzostwach Świata w 2005 roku, gdzie jego kraj dotarł do półfinału. Przegrał tam z Nigerią. Maroko turniej zakończyło na czwartym miejscu po porażce 2:1 w spotkaniu o trzecie miejsce.
26 marca 2008 roku w wygranym 4:1 spotkaniu z Belgią El Zhar zadebiutował w pierwszej reprezentacji. W meczu z tym zdobył także bramkę.